# グルカ
グルカ（ネパール語: गोर्खा、英語: Gurkha）は、ネパールの一地名であり、そこに住む部族名である。狭義にはネパール山地のヒンドゥー教徒のいくつかの民族集団を指し、広義には1768年のネパール統一以降すべてのネパール人を意味する。
もとはインド中部にいたが、14世紀頃北上しネパールに入った。1768年にゴルカ朝を建てネパールを統一（ネパール王国）、カトマンズ盆地のネワール族を征服し混血した。1857年に始まったインド大反乱でイギリス軍に加わり（グルカ兵）、大きな戦果を挙げたことから一躍有名になった。
グルカ族（Gurkhas）とは、ネパールに存在する民族だと一般的に思われているが、正確にはグルカ族という名の民族は存在しない。マガール族、グルン族、ライ族、リンブー族などの複数のネパール山岳民族から構成されている。
グルカの名は、ネパールの首都カトマンズから西に約80キロメートルのゴルカ（英語:Gorkha ネパール語:गोरखा）という地名による。単に「ゴルカの人々」という意味で、あるいはネパールのゴルカ朝（またはシャハ朝、ネパール語:शाह वंश）がゴルカ出身であったことから「ネパールの人々」の意味で、Gurkhasと英語表記されていたものが誤解され、日本語でグルカ族という名称がつけられたものと思われる。